# Initiative populaire « contre la pollution atmosphérique causée par les véhicules à moteur »
L'initiative populaire « Contre la pollution atmosphérique causée par les véhicules à moteur » est une initiative populaire suisse, rejetée par le peuple et les cantons le 25 septembre 1977.

## Contenu
L'initiative demande de modifier l'article 24septies de la Constitution fédérale pour limiter les ventes des véhicules les plus polluants et pour ordonner une détoxication massive des gaz d'échappement émis par les véhicules à moteur au plus tard pour le 1er janvier 1977, « de manière que la teneur en substances nocives des gaz d'échappement puisse être réduite au minimum ».
Le texte complet de l'initiative peut être consulté sur le site de la Chancellerie fédérale.

## Déroulement

### Contexte historique
Dans ce domaine, les compétences de la Confédération sont fixées d'une part par l'article 37bis, 1er alinéa qui lui donne le droit de légiférer dans le domaine des automobiles et des cycles ainsi que parl'article 24septies, proposé à la modification, et qui lui ordonne de légifèrer « sur la protection de l'homme et de son milieu naturel contre les atteintes nuisibles ou incommodantes qui leur sont portées » dont, en particulier, « la pollution de l'air et le bruit ».
En vertu de cette obligation constitutionnelle, une première législation fédérale est établie le 27 août 1969 sous la forme d'une ordonnance sur la construction et l'équipement des véhicules routiers (OCE) qui limite en particulier à 4,5 % la teneur volumétrique du monoxyde d'azote émis par les moteurs à essence au ralenti. En 1973, la Suisse ratifie l'accord international sur « l'adoption de conditions uniformes d'homologation et la reconnaissance réciproque de l'homologation des équipements et pièces de véhicules à moteur » qui précise plusieurs limites d'émission d'hydrocarbures.
Le 20 novembre 1974, le Conseil fédéral adresse au parlement un rapport sur les gaz d'échappement et le
bruit des véhicules à moteur dans lequel il fixe les grandes lignes de son programme contre la pollution de l'air à savoir la limitation à 50 % des valeurs fixées en 1974 par l'accord international pour 1978, puis un abaissement à 20 % de ces valeurs pour 1982.
Pendant cette même année 1974, pas moins de 5 initiatives populaires liées à la protection de l'environnement sont déposées : outre cette initiative, on trouve en effet l'initiative populaire « Démocratie dans la construction des routes nationales » (rejetée en février 1978), l'initiative populaire « pour douze dimanches par année sans véhicules à moteur ni avions » (rejetée en mai 1978), l'initiative populaire « Développement des chemins et sentiers » (dont le contre-projet est accepté en février 1979) et enfin l'initiative populaire « contre le bruit des routes » (retirée en 1979). Cette liste marque, selon un rapport de l'IDHEAP « une prise de conscience populaire de la fragilité de la nature ».

### Récolte des signatures et dépôt de l'initiative
La récolte des 50 000 signatures nécessaires a débuté le 5 juin 1973. Le 26 septembre de l'année suivante, l'initiative a été déposée à la chancellerie fédérale qui l'a déclarée valide le 22 octobre.

### Discussions et recommandations des autorités
Le Conseil fédéral et le parlement recommandent tous deux le rejet de cette initiative. Dans son message adressé à l'assemblée, le Conseil fédéral relève que les limitations demandées par de l'initiative pour 1977 correspondent aux valeurs que son rapport préconise comme objectifs pour 1984. Selon lui, une telle accélération des mesures aurait des conséquences multiples par exemple dans le domaine de l'emploi pour les garagistes et les vendeurs d'automobiles ; enfin, il précise que la plupart des prescriptions envisagées peuvent être réalisées en utilisant la loi existante, sans besoin de modifier la Constitution pour autant.

### Votation
Soumise à la votation le 25 septembre 1977, l'initiative est refusée par 18 5/2 cantons (tous sauf ceux de Bâle-Ville et Genève) et 61,9 % des suffrages exprimés. Le tableau ci-dessous détaille les résultats par cantons :

## Effets
Après le refus en votation de cette initiative, le gouvernement fédéral fut tenu de respecter les promesses faites pendant la campagne et en particulier celles de son programme de 1974. Dans cette optique, l'une des mesures prises fut d'abaisser la
teneur en plomb à 0,15 g/l en 1978 pour l'essence normale, puis en 1982 pour la super. En 1984, l'essence normale plombée est interdite de vente sur le territoire suisse.